# Kup
Kup es un personaje ficticio del universo de Transformers; es miembro de los Autobots y se le considera uno de los autobots más antiguos vivientes, un veterano. Su aparición se remonta a la película animada.

## Película
En la batalla de ciudad Autobot en el año 2005 en donde los Decepticons tomaron por dominio Cybertron él es un soldado Autobot que habita en la ciudad Autobot, siempre retaba a Hot Rod, luego del ataque Decepticon hacia ellos, después de la muerte de Optimus Prime, Hot Rod y Kup huyen hacia la ciudad Autobot, y logran safar con vida, cosa que otros no pudieron lograr y tomaron la decisión junto al nuevo líder, Ultra Magnus, de irse en dos naves, una de ellas cae en un extraño planeta, Quintessa, donde Kup se enfrenta a un extraño ser marino, que logra derrotar junto a Hot Rod.
Ya al ver el renacimiento de un nuevo Prime, Rodimus Prime, Kup decide darle consejos, de los cuales él sabía bastante, ya que era un veterano de guerra.

## Tercera temporada
Kup gozaba de contar sus historias de cuando era joven, las contaba a todos los autobots que siempre lo acompañaban, aunque Grimlock siempre era el más atento cuando lo escuchaba porque le encantaban sus historias. Entre sus historias relata la historia del monstruo de cristales muertos, Chaos, que cuando Kup fue joven, huyó al ver lo poderoso que era y este no pudo hacer nada para liberar a los mineros presos, pero que ahora vence y sale triunfante hacia el espacio junto a sus camaradas.
Ya cuando sienten que Optimus Prime puede revivir, Rodimus Prime manda a Kup, Bumblebee, Wheelie, Blurr entre otros, a defender cierta parte de la ciudad de un posible inminente ataque de Galvatron y los Decepticons, pero también con ellos estaba los Aerialbots, quienes son afectado por la plaga y mal hiere a sus camaradas dejándolos inconscientes pero no infectados con este virus. Así con todo esto, Kup es uno de los primeros en presenciar la resurrección de Optimus, lo cual lo alegra bastante. Acto seguido a esto, Optimus y sus pocos camaradas que no están infectados, entre ellos Kup, van en busca de Galvatron para poder adueñarse del metal que no dejaba que la infección pasase. Aunque también Kup queda infectado, luego logra salvarse gracias a La Matriz de Liderazgo Autobot Optimus Prime la utiliza para eliminar la plaga.

## Cuarta temporada
Ya en la cuarta temporada, al ver la debilidad que los autobots poseían ante el ejército de Cyclonus, Kup junto a Arcee, Blurr y otros se vuelven Targetmasters y Headmasters, es decir, partes de su cuerpo también se lograban transformar en armas, y eran controlados por seres orgánicos, para obtener una doble agilidad.